# McLaren 570S
La McLaren 570S è un'autovettura sportiva ad alte prestazioni progettata e costruita dalla casa automobilistica inglese McLaren dal 2015 al 2021.
È stata svelata per la prima volta al pubblico al Salone dell'automobile di New York nel 2015. La McLaren ha annunciato che il modello avrebbe aiutato a triplicare il proprio fatturato aziendale entro il 2020, con un prezzo di listino fissato sui 180.000 dollari americani.

## Profilo e tecnica
La McLaren 570S è lunga 456 cm, larga 210 cm e alta 120 cm. L'auto è spinta dallo stesso motore montato per la McLaren 650S ma depotenziato, un V8 di 90° da 3.8 litri di cilindrata biturbo che riesce ad esprimere una potenza massima di 570 CV (419 kW) a 7500 giri/min e una coppia di 600 Nm tra 5000-6500 giri/min.
Il peso totale della vettura è di 1313 kg con emissioni di CO2 equivalenti a 258 g/km. Raggiunge la velocità massima di 328 km/h e accelera da 0 a 100 km/h in 3,2 secondi e da 0 a 200 km/h in 9,5 secondi. il rapporto peso-potenza è 434 CV per 1000 kg di peso, cioè 2,3 kg per CV.
La meccanica della 570S prevede sospensioni derivate da quelle delle vetture di Formula 1, a doppio quadrilatero e barra antirollio sia davanti che dietro. Non è presente su questa vettura il sistema di sospensioni attive che fa a meno delle barre antirollio delle sorelle maggiori. Quanto ai freni, l'impianto prevede dischi ventilati di 39,4 cm di diametro e 3,6 cm di spessore alle ruote anteriori e 38,0 cm di diametro e 3,4 cm di spessore alle ruote posteriori. Le pinze sono azionate da 6 pistoncini. Lo spazio di frenata dichiarato dalla McLaren per fermare la 570S dalla velocità di 100 km/h è di 33 metri; per fermarsi cominciando a frenare alla velocità di 200 km/h ci vogliono invece 126 metri. Per scaricare la potenza del propulsore la trasmissione è affidata un cambio a doppia frizione a 7 rapporti.

## Varianti

### Mclaren 540C

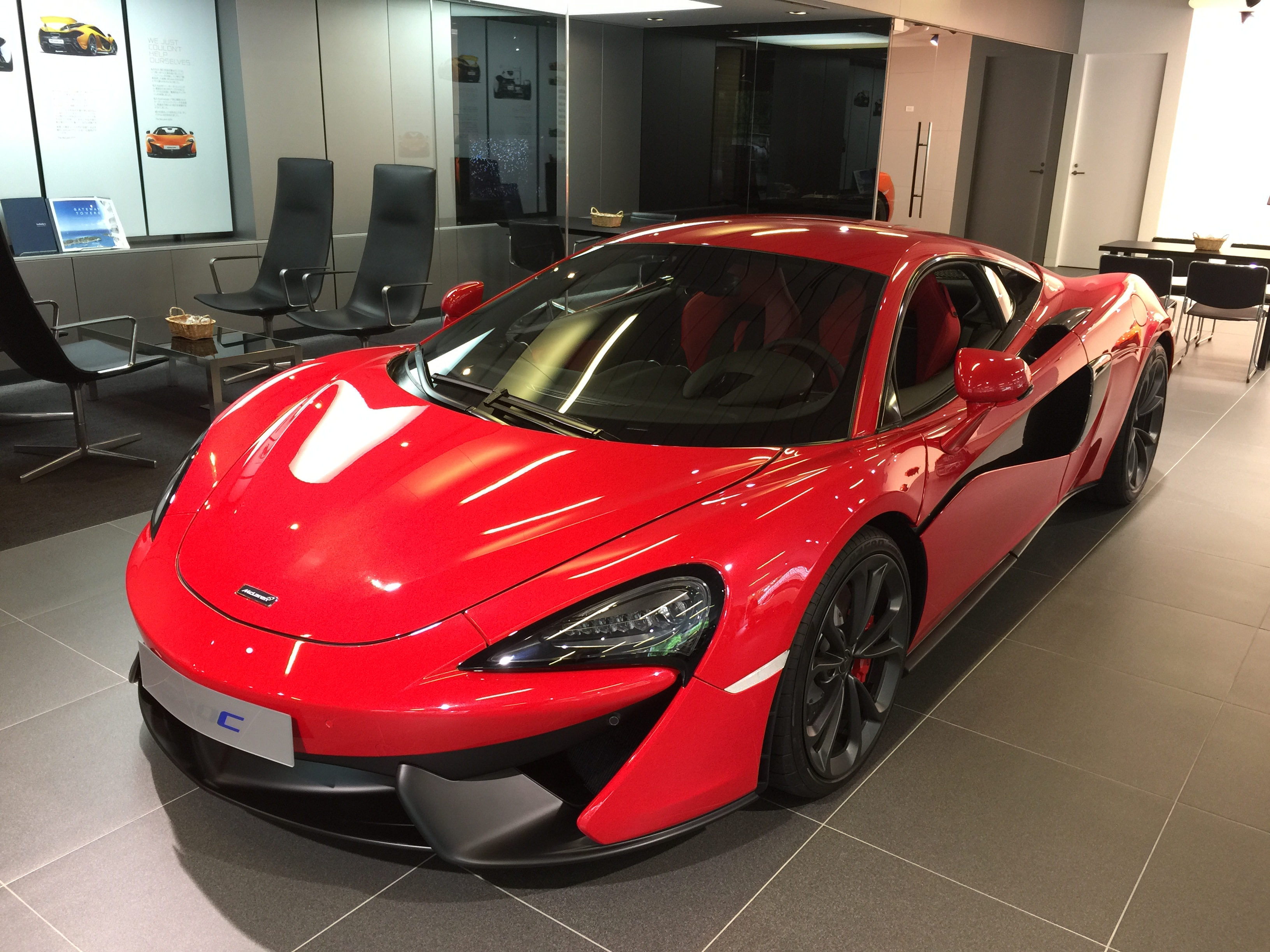
La McLaren 540C

In occasione del Salone dell'automobile di Shanghai del 2015, la McLaren ha presentato una variante denominata 540C, depotenziata a 540 CV rispetto al progetto 570S.
Il nuovo modello è stato realizzato concentrandosi sull'idea di fondere l'uso giornaliero “day-to-day" con quello sportivo in pista, con significativi miglioramenti per la guida in città grazie soprattutto a un assetto più confortevole e alle sospensioni meno estreme.
Il peso contenuto in 1.311 kg avvantaggia lo scatto da 0-100 km/h che avviene in 3,5 secondi, lo 0-200 in 10,5 secondi e la velocità massima è di 320 km/h. Il prezzo della variante 540C è di € 164 500, inferiore a quello della versione 570S.

### Mclaren 570GT

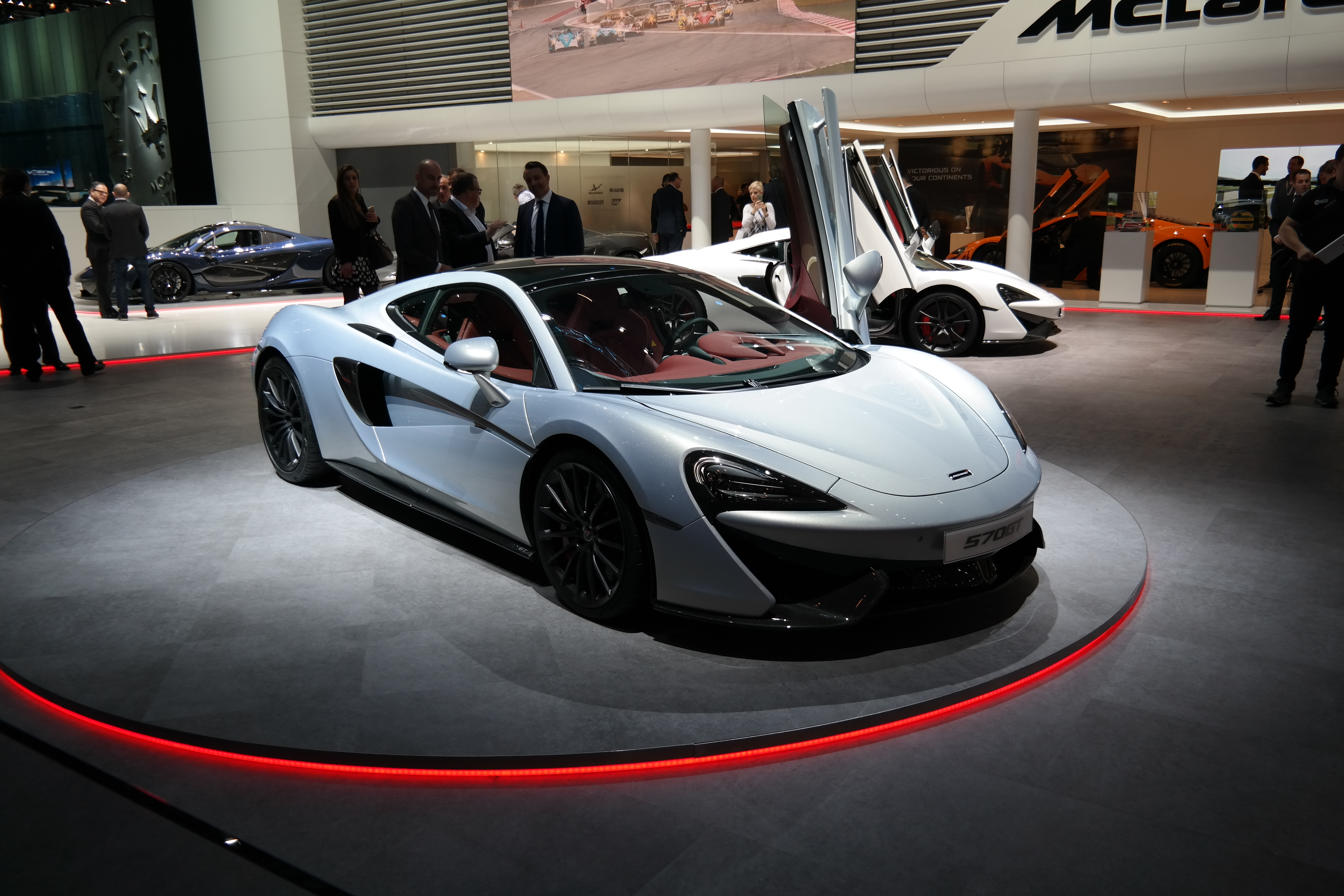
Mclaren 570GT al Salone di Ginevra del 2016

Facente parte della gamma Sport Series e derivata dalla 570S, la 570GT è un modello più turistico e più adatto all'uso stradale rispetto alla 570S.
L'unità motrice e la scheda tecnica della 570GT rimane la medesima della 570S, ma lo scatto da 0-100 km/h aumenta a 3,4 secondi, maggiore di 2 decimi di secondo in confronto della 570S e quello da 0-200 km/h avviene in 9,8 secondi.
La carrozzeria viene modificata nella parte posteriore per ricavare un piccolo bagagliaio da cui si accede attraverso un lunotto ad apertura ad anta e viene montato uno spoiler posteriore di dimensioni maggiori. Inoltre viene montato un tettuccio completamente in vetro. Gli interni hanno rivestimenti più confortevoli, lussuosi e meno estremi e le sospensioni vengono rese più morbide per migliorare il comfort di bordo.